# Атлетико Рафаэла
«Атле́тико Рафаэ́ла» (исп. Asociación Mutual Social y Deportiva Atlético de Rafaela) — аргентинский футбольный клуб из города Рафаэла, на данный момент выступает в Примере B Насьональ, втором по силе футбольном дивизионе Аргентины.

## История
Клуб основан 13 января 1907 года под названием «Клуб Архентино Атлетико Рафаэла». Современное полное название клуба переводится как «Взаимная социальная и спортивная ассоциация „Атлетико Рафаэла“».
Вплоть до конца 1980-х годов команда выступала в региональных соревнованиях, дебютировав в Примере B Насьональ в 1989 году.
Проведя во втором по силе аргентинском дивизионе 14 сезонов, «Атлетико Рафаэла», победив в сезоне 2002/03, добилась права дебютировать в высшем дивизионе Аргентины. Но заняв по итогам сезона 2003/04 18-е место из 20 команд и проиграв в переходных матчах клубу «Уракан Трес-Арройос», «Атлетико Рафаэла» вновь выбыла во второй дивизион.
На следующий сезон, заняв 4-е место во втором дивизионе, «Атлетико» получил право провести переходные матчи за право выйти в Примеру, но уступил «Архентинос Хуниорс». Следующий шанс выйти в высший дивизион команда получила в 2009 году, но вновь проиграла в переходных матчах, на этот раз «Химнасии» из Ла-Платы. В сезоне 2010/11 «Атлетико Рафаэла» победила в Примере B Насьональ и завоевала право вновь выступать в высшем дивизионе Аргентины.
Домашние матчи «Атлетико Рафаэла» проводит на стадионе «Нуэво Монументаль», вмещающем 20 660 зрителей.

## Достижения
- Победитель Примеры B Насьональ (2): 2002/03, 2010/11

## Сезоны
- В Примере Аргентины: 7 сезонов
- В Примере B Насьональ: 22 сезона